# Nikola Pašić (ishockeyspelare)
Nikola Pašić, född 16 oktober 2000 i Gislaved, Småland, är en svensk professionell ishockeyspelare som spelar för HV71 i SHL. Som 14-åring gjorde han debut i moderklubben Gislaveds SK:s seniorlag i Hockeytvåan. Efter att ha spelat juniorishockey i Linköping HC gjorde han SHL-debut i början av 2018. Under sommaren 2018 draftades Pašić av New Jersey Devils i den sjunde rundan som 189:e spelare totalt. Den följande säsongen tog han ett SM-silver med Linköping HC J20.
Säsongen 2019/20 spelade han för BIK Karlskoga i Hockeyallsvenskan, innan han återvände till Linköping inför säsongen därpå. Från december 2021 till och med säsongen 2022/23 spelade han för Södertälje SK i Hockeyallsvenskan. De två följande säsongerna spelade Pašić en vardera för Luleå HF och Malmö Redhawks i SHL. Sedan juni 2025 tillhör han HV71.
Som junior tog Pašić ett brons med Sveriges U18-landslag 2018, samt ett brons med Sveriges J20-landslag 2020.

## Karriär

### Klubblag
Pašić påbörjade sin ishockeykarriär i moderklubben Gislaveds SK. Som 14-åring spelade han två matcher för seniorlaget i Hockeytvåan. Säsongen 2015/16, vid 15 års ålder, spelade han 19 grundseriematcher för GSK Hockey i Hockeytrean och blev den tredje poängbästa spelaren i laget med 13 mål och 17 assist. Inför säsongen 2016/17 lämnade Pašić Gislaved för spel i Linköping HC:s juniorverksamhet. Under säsongens gång spelade han för Linköping J18, där han var lagets poängmässigt främsta spelare. Vid säsongens slut tilldelades han ett JSM-brons med laget. Säsongen 2017/18 varvade han spel i J18 med J20. Pašić gjorde dessutom SHL-debut med seniorlaget samma säsong och han gjorde sin första match med speltid mot Brynäs IF den 25 januari 2018.
Under sommaren 2018 NHL-draftades Pašić av New Jersey Devils i den sjunde rundan, som 189:e spelare totalt. Den efterföljande säsongen spelade han 15 grundseriematcher i SHL för Linköping och noterades för sitt första mål i serien, på Gustaf Lindvall, i en 2–6-förlust mot Skellefteå AIK. Den 1 januari 2019 meddelades det att Pašić lånats ut för två matcher till BIK Karlskoga i Hockeyallsvenskan. Den 3 januari samma år spelade han sin första match i Hockeyallsvenskan. På dessa två matcher noterades han för en assistpoäng. Pašić avslutade sedan säsongen med Linköping J20 med vilka han tog ett SM-silver sedan laget förlorat finalen mot Modo Hockey med 4–2.
Den 15 april 2019 meddelades det att Pašić skrivit ett ettårsavtal med BIK Karlskoga i Hockeyallsvenskan. Samtidigt meddelades det att han skrivit ett ettårsavtal med Linköping HC som skulle komma att träda i kraft efter säsongen 2019/20. Den 4 oktober 2019 gjorde Pašić sina två första mål i Hockeyallsvenskan, på Adam Vay, i en 9–1-seger mot Västerviks IK. Under sin debutsäsong i Hockeyallsvenskan stod Pašić för 35 poäng på 45 grundseriematcher (8 mål, 27 assist) och var seriens poängmässigt bästa junior.
Inför säsongen 2020/21 återvände Pašić till Linköping. Den 16 oktober 2020 förlängde han sitt avtal med klubben med ytterligare två säsonger. Under sin första seniorsäsong i SHL noterades Pašić för 15 poäng (sju mål, åtta assist) på 52 grundseriematcher. Den efterföljande säsongen spelade han för Linköping fram till början av december 2021. Han hade då spelat 13 matcher för klubben och gått poänglös ur samtliga av dessa.
Den 6 december bekräftades det att Pašić lämnat Linköping för spel med Södertälje SK i Hockeyallsvenskan, med vilka han skrivit ett tvåårsavtal. Pašić stod för 15 poäng på 29 grundseriematcher (sex mål, nio assist) och Södertälje slutade näst sist i grundserietabellen. Laget säkrade dock nytt kontrakt då man besegrade IF Troja-Ljungby i play out-serien med 4–2 i matcher. Säsongen 2022/23 var Pašićs poängmässigt bästa dittills. På 51 grundseriematcher stod han för 52 poäng, varav 18 mål, vilket gav honom en fjärdeplats i Hockeyallsvenskans totala poängliga. I Södertälje var han den som stod för flest assistpoäng (34). Laget slutade på femte plats i grundserien och slogs sedan ut i kvartsfinal av serietrean Mora IK med 4–2 i matcher. Under slutspelet var Pašić Södertäljes poängbästa spelare med ett mål och fyra assistpoäng.
Den 13 april 2023 bekräftade Luleå HF i SHL att man skrivit ett tvåårskontrakt med Pašić. Hans första grundserie med Luleå var Pašićs poängmässigt bästa dittills i SHL. Han spelade samtliga 52 grundseriematcher och noterades för totalt 19 poäng (3 mål, 16 assist). Luleå slutade på sjunde plats i grundserien och tog sig till kvartsfinalspel då man besegrade Örebro HK med 2–1 i matcher i åttondelsfinal. I den följande kvartsfinalserien slogs dock laget ut av Växjö Lakers HC med 4–0. På dessa sju matcher gick Pašić poänglös.
Den 2 maj 2024 bekräftades det att Pašić och Luleå brutit avtalet i samförstånd i förtid. Han skrev istället ett tvåårsavtal med seriekonkurrenten Malmö Redhawks. Han gjorde därefter sin poängmässigt bästa säsong i SHL dittills med 24 poäng på 50 grundseriematcher, varav åtta mål. I slutspelet tog sig laget till kvartsfinalspel sedan man slagit ut Rögle BK i åttondelsfinal med 2–0 i matcher. I kvartsfinalserien besegrades man av Brynäs IF med 4–2 i matcher. På åtta slutspelsmatcher gick Pašić poänglös.
Trots ett år kvar på sitt avtal med Redhawks bekräftades det den 9 juni 2025 att Pašić skrivit ett treårsavtal med seriekonkurrenten HV71.

### Landslag
2018 blev Pašić uttagen att spela U18-VM, som avgjordes i Ryssland. Sverige tog sig till slutspel och slog ut Slovakien med 6–1 i kvartsfinal. I semifinal föll man dock med 2–0 mot Finland, men lyckades sedan ta brons sedan man besegrat Tjeckien med 5–2 i matchen om tredjepris. På sju matcher noterades Pašić för tre mål och tre assistpoäng.
2020 spelade Pašić JVM i Tjeckien. Sverige gick obesegrade genom gruppspelet och vann sedan kvartsfinalen mot värdnationen med 5–0. Man föll sedan i semifinal mot Ryssland, men vann den efterföljande bronsmatchen mot Finland med 3–2. På sju spelade matcher stod Pašić för en assistpoäng.

## Statistik

### Klubblag
| 2014–15                  | Gislaveds SK             | Div. 2                   | 2   | 0  | 0  | 0   | 0  | —  | — | — | — | — |
| 2015–16                  | GSK Hockey               | Div. 3                   | 19  | 13 | 17 | 30  | 2  | —  | — | — | — | — |
| 2017–18                  | Linköping HC             | SHL                      | 3   | 0  | 0  | 0   | 0  | —  | — | — | — | — |
| 2018–19                  | Linköping HC             | SHL                      | 15  | 1  | 1  | 2   | 0  | —  | — | — | — | — |
| 2018–19                  | BIK Karlskoga            | HA                       | 2   | 0  | 1  | 1   | 0  | —  | — | — | — | — |
| 2019–20                  | BIK Karlskoga            | HA                       | 45  | 8  | 27 | 35  | 10 | 1  | 0 | 0 | 0 | 0 |
| 2020–21                  | Linköping HC             | SHL                      | 52  | 7  | 8  | 15  | 0  | —  | — | — | — | — |
| 2021–22                  | Linköping HC             | SHL                      | 13  | 0  | 0  | 0   | 0  | —  | — | — | — | — |
| 2021–22                  | Södertälje SK            | HA                       | 29  | 6  | 9  | 15  | 0  | 6  | 0 | 4 | 4 | 2 |
| 2022–23                  | Södertälje SK            | HA                       | 51  | 18 | 34 | 52  | 14 | 6  | 1 | 4 | 5 | 0 |
| 2023–24                  | Luleå HF                 | SHL                      | 52  | 3  | 16 | 19  | 0  | 7  | 0 | 0 | 0 | 0 |
| 2024–25                  | Malmö Redhawks           | SHL                      | 50  | 8  | 16 | 24  | 12 | 8  | 0 | 0 | 0 | 2 |
| SHL totalt               | SHL totalt               | SHL totalt               | 185 | 19 | 41 | 60  | 12 | 15 | 0 | 0 | 0 | 2 |
| Hockeyallsvenskan totalt | Hockeyallsvenskan totalt | Hockeyallsvenskan totalt | 127 | 32 | 71 | 103 | 24 | 13 | 1 | 8 | 9 | 2 |

### Internationellt
| År            | Lag           | Turnering     | Matcher | Mål | Assists | Poäng | Utv. |
| ------------- | ------------- | ------------- | ------- | --- | ------- | ----- | ---- |
| 2018          | Sverige       | U18-VM        | 7       | 3   | 3       | 6     | 2    |
| 2020          | Sverige       | JVM           | 7       | 0   | 1       | 1     | 0    |
| Junior totalt | Junior totalt | Junior totalt | 14      | 3   | 4       | 7     | 2    |